# Achille Lauro
 Der er for få eller ingen kildehenvisninger i denne artikel, hvilket er et problem. Du kan hjælpe ved at angive troværdige kilder til de påstande, som fremføres i artiklen.

Achille Lauro var et italiensk passagerskib. Det var oprindelig bygget som et hollandsk passagerskib ved navn Willem Ruys, der i 1964 blev solgt til det italienske rederi Flotta Lauro Line. I kraftigt ombygget og moderniseret form blev skibet i 1966 indsat i rederiets flåde af krydstogtskibe under sit nye navn. Skibet er bedst kendt for i 1985 at være genstand for en kapring. PLO kaprede skibet og dræbte en ældre amerikansk passager. Manden, som var handicappet og sad i rullestol, blev skudt og derefter smidt over bord. Skibet blev senere frigivet og kaprerne slap væk. I 1994 brød skibet i brand ud for Somalias kyst. Skibet blev evakueret og sank senere. Vraget er ikke fundet.

## Kapringen i 1985
Den 7. oktober 1985 tog fire medlemmer fra Palestine Liberation Front kontrol over skibet ud for Egypten, mens hun var undervejs fra Alexandria til Port Said.
Kaprerne var blevet overrasket af et besætningsmedlem og greb til handling før de havde planlagt det. Mens de holdt passagererne og besætningen som gidsler, beordrede de skibet til at sejle til Tartus i Syrien og forlangte, at 50 palæstinensere i israelske fængsler skulle løslades. Efter at være blevet nægtet adgang til at lægge til i Tartus, dræbte kaprerne den kørestols-siddende amerikanske passager, Leon Klinghoffer og smed hans lig overbord. Skibet satte kurs tilbage mod Port Said, og efter to dages forhandlinger gik kaprerne med til at forlade skibet til gengæld for frit lejde. De blev fløjet i retning mod Tunesien om bord på en kommerciel egyptisk flyvemaskine den 10. oktober.
Den amerikanske præsident Ronald Reagan gav herefter ordre til, at flyet skulle mødes af F-14 Tomcats fra hangarskibet USS Saratoga og tvinges til at lande på NATO-basen Naval Air Station Sigonella på Sicilien. Her blev kaprerne arresteret af italienerne efter en uoverensstemmelse mellem de italienske og amerikanske myndigheder. De andre passagerer på flyet, herunder muligvis kaprernes leder Abu Abbas, fik lov til at fortsætte til målet for deres rejse, på trods af protester fra USA. Egypten forlangte en undskyldning fra USA, fordi de havde tvunget et af dets fly ud af kurs.

### Kaprerne
- Bassam al-Asker blev prøveløsladt i 1991. Han døde den 21. februar 2004.
- Ahmad Marrouf al-Assadi forsvandt i 1991 under en prøveløsladelse.
- Youssef al Molqi blev idømt 30 års fængsel. Forlod Rebibbia-fængslet i Rom den 16. februar 1996 mens han var på ferie. Han flygtede til Spanien, hvor han blev pågrebet og udleveret til Italien.
- Abu Abbas forlod  Italiens jurisdiktion og blev dømt in absentia. I 1996 undskyldte han kapringen og mordet, og udtalte sig til fordel for fredsforhandlinger mellem palæstinenserne og Israel; undskyldningen blev afvist af USA's regering og Klinghoffers familie, som insisterede på, at han skulle dømmes. Abbas blev pågrebet i Irak i 2003 af USA's militær. Han døde i amerikansk fangenskab den 8. marts 2004.
- Ibrahim Fatayer Abdelatif blev idømt 30 års fængsel. Han sad i 20 år og var prøveløsladt i 3 år, før han den 7. juli 2007 blev udvist fra en lejr for illegale immigranter nær Rom. Hans plan var at appellere denne afgørelse, fordi han ingen andre steder havde at opholde sig, eftersom Libanon ikke ønskede, at han vender tilbage dertil, fordi han blev født i en flygtningelejr og derfor ikke er libanesisk statsborger. [2]

## Skibets videre skæbne
Skibet fortsatte i drift; hun skiftede flag i 1987 da Lauro Line blev til StarLauro. Den 30. november 1994 blev hun ramt af ildebrand ud for Somalias kyst. Efter at være evakueret, sank fartøjet den 2. december.